# Grampa vs. Sexual Inadequacy
"Grampa vs. Sexual Inadequacy" är avsnitt tio från säsong sex av Simpsons. Avsnittet sändes på Fox i USA den 4 december 1994.
I avsnittet har Marge och Homer problem med sitt sexliv tills Abraham ger dem en hemmagjord dryck som ökar deras sexlust. Homer och farfar börjar sälja drycken men de får svårt att sälja den och börjar bråka, speciellt efter att han berättar för Homer att han var en olycka. De blir vänner igen samtidigt som de räddar varandra från en eldsvåda. Samtidigt som allt fler vuxna i Springfield köper drycken blir barnen ensamma medan föräldrarna har en stund för sig själva och de börjar misstänka att det är paranormala fenomen som ligger bakom det och de försöker undersöka det.
Avsnittet regisserades av Wes Archer och skrevs av Bill Oakley och Josh Weinstein. Avsnittet finns med på videoutgåvan The Simpsons – Too Hot For TV. Avsnittet innehåller referenser till "Celebration" och  Dr. Jäkel och Mr. Hyde. Avsnittet fick en Nielsen ratings på 9.5. Phil Hartman gästskådespelar som Troy McClure.

## Handling
Homer och Marge har fått ett tråkigt äktenskap på grund av att de tappat sexlusten. Abraham får reda på det och ger dem en dryck han gör som garanterat sätter gnistor i deras förhållande. Drycken fungerar och Homer och Abraham startar ett företag tillsammans och åker runt och säljer drycken. De reser från stad till stad för att sälja produkten men har svårt att få den såld. På deras resa besöker de den bondgård där Homer växte upp. De två börjar bråka och då Abraham säger till Homer att han inte skulle fötts om han inte druckit drycken blir han arg på honom.
Homer bestämmer sig för att bli en bättre far och börjar umgås mera med sina barn, men de tycker mest de är jobbigt att Homer vill umgås med dem hela tiden. Bart och resten av barnen i Springfield försöker ta reda på varför alla vuxna försvinner efter att de köpt drickan och går in i huset och de börjar tror de är paranormala fenomen som ligger bakom. Lisa sarkastiskt tipsar barnen att de har blivit omvända vampyrer och de tror henne och blir ännu mera rädda för föräldrarna.
Homer åker tillbaka till bondgården och hittar där på ett fotografi och inser att hans pappa klädde ut sig till jultomten då han var barn och inser att han älskade honom. Abraham är på gården också och kastar drycken in i en brasa och Homer råkar sätta eld på fotot. Det leder snart till att bondgården börjar brinna och de två flyr från den och hittar varandra igen. De erkänner att de älskar varandra och blir vänner igen.

## Produktion
Avsnittet regisserades av Wes Archer och skrevs av Bill Oakley och Josh Weinstein. Avsnittet skulle från början handla om Homer och Marges problem i sexlivet men ändrades till Homers relation med sin far. Dan Castellaneta fick spela in mycket repliker i avsnittet då han gör borde Homer och farfar. Castellaneta tycker det är jobbigt att göra farfar eftersom han har en äldre och har en argröst.
Homer och Marge övernattar på Aphrodite Inn, hotellet är baserat på Madonna Inn som båda innehåller sovrum med olika sex genrer. Designen på farmen är baserad på en farm i Ondskan är tålmodig. Barts besatthet av konspirationsteorier kom till efter av författarna insett att barn i hans ålder ofta är intresserade av information om UFO:n och andra paranormala fenomen. Bill Oakley själv minns att han var det. Phil Hartman gästskådespelar som Troy McClure.

## Kulturella referenser
Al Gore spelar "Celebration" då han får höra att någon, i detta fall Lisa, har köpt hans bok, Sane Planning, Sensible Tomorrow. "Foggy Mountain Breakdown" spelas under jaktscenen som en referens till Bonnie och Clyde. En parodiversion av Arkiv X spelas då Bart köper Unidentified Flying Outrage. Då Professor Frink tar medlet som Homer och farfar säljer får han ny röst som en referens till Jerry Lewis förvandling i Dr. Jäkel och Mr. Hyde. Farfar uttalar i avsnittet korrekt pneumonoultramicroscopicsilicovolcanoconiosis.

## Mottagande
Avsnittet sändes på Fox i USA den 4 december 1994. Avsnittet finns med i videoutgåvan, The Simpsons – Too Hot For TV. Avsnittet hamnade på plats 58 över mest sedda program under veckan med en Nielsen ratings på 9.5. Avsnittet var det tredje mest sedda på Fox under veckan.
Warren Martyn och Adrian Wood har i I Can't Believe It's a Bigger and Better Updated Unofficial Simpsons Guide har skrivit att det är ett fantastiskt avsnitt där Homer faktiskt har ett gräl med någon, istället för att backa. När han och hans far glider längre ifrån varandra, blir det en förlust. Man kan inte låta bli att tycka synd om farfar när en del av familjehistorian går upp i lågor. Nate Meyers på Digitally Obsessed har hyllat Castellanetas roll som Homer och farfar som full av känslor och lysande komisk timing. Slutscenen då Homer återvänder är den bästa då Castallanta visar både en bra far och son-relation och komedi. Colin Jacobson på DVD Movie Guide har sagt att han inte kommer ihåg att avsnittet var så bra innan han såg det. Den första handlingen där Homer och Marge inte kan få till det innehåller massor av roliga stunder, och de scener där Homer bråkar med sin pappa erbjuder en djup humor. Det är också svårt att slå barnens rädsla för omvända vampyrer.